# Sainte-Honorine-des-Pertes
Sainte-Honorine-des-Pertes település Franciaországban, Calvados megyében. Lakosainak száma 538 fő (2018. január 1.). Sainte-Honorine-des-Pertes Colleville-sur-Mer, Étréham, Port-en-Bessin-Huppain és Russy községekkel határos.

## Népesség
A település népessége az elmúlt években az alábbi módon változott:
| Lakosok száma | 293  | 310  | 371  | 415  | 552  | 577  | 564  | 753  | 541  | 538  |
|               | 1968 | 1975 | 1982 | 1999 | 2006 | 2011 | 2013 | 2016 | 2017 | 2018 |